# كورومبين (نهر)
جدول كورومبين

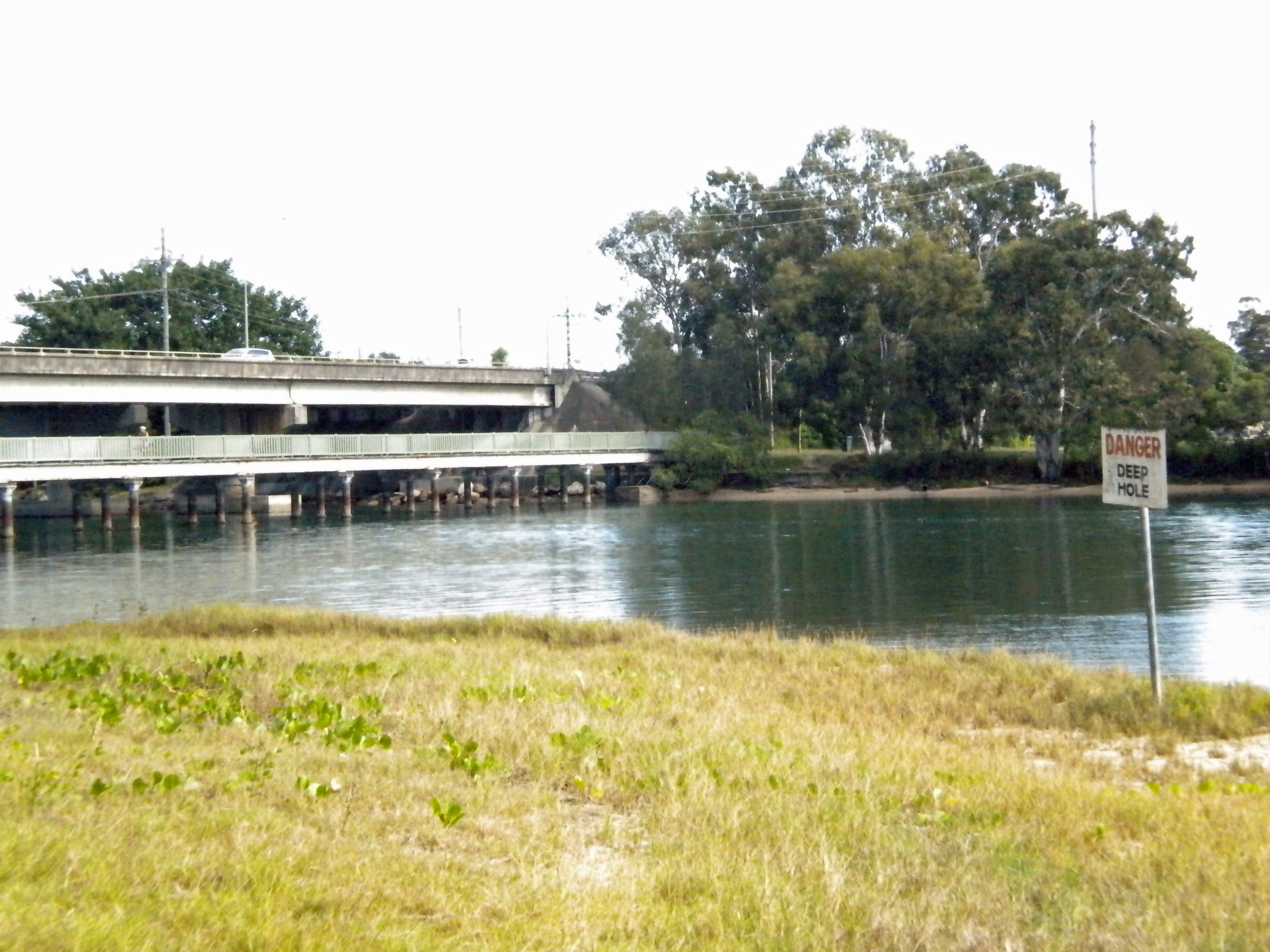
طريق جدول كورومبين

نهير كورومبين بالإنجليزية (Currumbin Creek): هو جدول مائي كبير في منطقةغولد كوست Gold Coast (ساحل الذهب) بكوينزلاند, أستراليا, يمتد من جبل كواجال Cougal في الغرب إلى منبعه في الشرق بطول 24 كم, افتتح أول جسر يعبر الجدول في عام 1926.
المصدر: مترجم Currumbin Creek